# SH-02D
docomo with series AQUOS PHONE slider SH-02D（ドコモ ウィズシリーズ アクオスフォン スライダー エスエイチゼロニディー）は、
シャープによって開発された、NTTドコモの第三世代携帯電話（FOMA）端末である。docomo with seriesのひとつ。

## 概要
NTTドコモ向けの端末として初のテンキー搭載スライド式スマートフォン。2013年現在、NTTドコモ向けのスマートフォンでテンキーを搭載しているのは本機のみである。また、発信ボタンと終話ボタンも設けている。方向キーとテンキーによる操作のほか、タッチパネルで操作も可能であり、UIはフルタッチ型端末のインターフェイスと同様である。画面下の「ホーム」、「メニュー」、「戻る」3つのガイダンスキーはセンサータイプである。
3.7インチNewモバイルASV液晶、解像度qHD液晶を搭載。
端末をスライドさせ開くと画面ロックが解除され、パスワードロックをかけていなければ、そのままホーム画面が表示されるようになっている。
カラーバリエーションはGold、Whiteの2色。
機能面ではおくだけ充電に対応しており、専用の充電パッドが同梱されているほか、IPX5/7の防水・IP5Xの防塵性能を備えている。
バッテリーの持続時間を各自で設定できる「エコ技」を搭載している。 
SIMカードはmicroSIMを採用している。

## 搭載アプリ
斜体はシャープ独自のアプリケーション。
- spモードメール
- MediaJet
- GmailTM
- メッセージ
- ブラウザ
- マーケット
- マップ
- ナビ
- プレイス
- Latitude
- YoutubeTM
- カレンダー
- 検索
- 音声検索
- トーク
- ダウンロード
- メール
- 設定
- 時計
- カメラ
- 読取カメラ
- ピクチャー
- コンテンツマネージャー
- ワンセグ
- 電卓
- おサイフケータイ
- AdobeReader
- Smart Failink
- メーカーアプリ
- エコ技
- SH電話帳

## 主な機能
| 主な対応サービス                               | 主な対応サービス                               | 主な対応サービス                       | 主な対応サービス                              |
| ---------------------------------------------- | ---------------------------------------------- | -------------------------------------- | --------------------------------------------- |
| タッチパネル／加速度センサー                   | Xi／FOMAハイスピード7.2Mbps（受信）送信5.7Mbps | Bluetooth                              | DCMX／おサイフケータイ／赤外線／トルカ        |
| ワンセグ                                       | メロディコール                                 | テザリング                             | WiFi IEEE802.11b/g/n                          |
| GPS                                            | spモード／電話帳バックアップ                   | デコメール／デコメ絵文字／デコメアニメ | iチャネル                                     |
| エリアメール／ソフトウェアアップデート自動更新 | デジタルオーディオプレーヤー(WMA)(MP3他)       | GSM／3Gローミング（WORLD WING）        | フルブラウザ／Flash Player 10.3               |
| Androidマーケット／dメニュー／dマーケット      | Gmail／Google Talk／YouTube／Picasa            | バーコードリーダ／名刺リーダ           | ドコモ地図ナビ／Google Maps／ストリートビュー |

## 歴史
- 2011年10月18日 - NTTドコモより発表。
- 2011年12月7日 - 全国一斉発売開始[2]。

## 不具合・アップデート
2012年1月26日のアップデート
- ダウンロードフォントをAQUOS PHONE slider SH-02Dのフォントに設定した場合、一部のアプリケーションの機能が正常に動作しない場合がある。

2012年3月6日のアップデート
- ブラウザでGoogle Mapサイトに接続し、ドラッグ操作を行った際に地図表示がチラつく場合がある。

2012年4月3日のアップデート
- 特定サイトでブラウザからファイルをアップロードすると、完了後の画面で一部文字化けが発生する場合がある。

2012年7月12日のアップデート
- 他の携帯電話からスケジュールデータを赤外線送信した場合、登録日付がずれる場合がある。
- microSDXCカードを差し込むと、microSDXCカード内のデータが破損される。

2013年3月11日のアップデート
- ミュージックプレーヤーウィジェットにおいて、再生される曲とウィジェット上に表示される曲名が異なって表示される場合がある。

2014年4月28日のアップデート
- プロフィール編集時、同じ電話番号が重複して登録される場合がある不具合を修正する。
- ビルド番号が01.00.01、01.00.02、01.00.03、01.00.04、01.00.05、01.00.06から01.00.07になる。